# Beta patula
Beta patula é uma espécie de planta com flor pertencente à família Chenopodiaceae. É endémica do Arquipélago da Madeira.
A autoridade científica da espécie é Aiton, tendo sido publicada em Hortus Kewensis.

## Proteção
Encontra-se protegida por legislação portuguesa ou da Comunidade Europeia, nomeadamente pelo Anexo II e IV da Diretiva Habitats.